# Povezanost
Povezanost je topološka lastnost. Topološki prostor je povezan, kadar v njem ne obstajata neprazni odprti podmnožici, katerih unija je ta prostor in katerih presek je prazen. Če je prostor nepovezan, potem njegove največje povezane podmnožice imenujemo komponente za povezanost. Zadosten pogoj za povezanost prostora je povezanost s potmi.
Ekvivalentne so naslednje trditve:
1. Prostor {\displaystyle X} je povezan.
2. Prostora {\displaystyle X} se ne da razdeliti na dve disjunktni neprazni zaprti množici.
3. {\displaystyle X} in {\displaystyle \varnothing } sta edini podmnožici v {\displaystyle X}, ki sta hkrati odprti in zaprti.
4. {\displaystyle X} in {\displaystyle \varnothing } sta edini podmnožici v {\displaystyle X}, ki imata prazno mejo.

## Povezanost s potmi
Prostor {\displaystyle X} je povezan s potmi, če med vsakima točkama {\displaystyle a} in {\displaystyle b} iz prostora obstaja pot.

## Popolna nepovezanost
Prostor {\displaystyle X} je popolnoma nepovezan, če je nepovezan in je v vsaki njegovi komponenti za povezanost natanko en element.